# Sant Feliu de Llobregat
Sant Feliu de Llobregat (Catalansk udtale: [ˈsaɱ fəˈɫiw ðə ʎuβɾəˈɣat]) er en catalansk kommune og hovedstaden i comarcaet Baix Llobregat i provinsen Barcelona i det nordøstlige Spanien. Byen har 46.554(2024) indbyggere og dækker et areal på 11,79 km². Nærmeste by er Sant Vicenç dels Horts. Sant Feliu betjenes af Rodalies de Catalunya med tilhørende forbindelser til Barcelona og omegn.